# Quartet (England) 1985
Quartet (England) 1985 ist ein Musikalbum von Anthony Braxton. Die vom 17. bis 26. November 1985 bei einer Tournee in England entstandenen Aufnahmen erschienen am 4. Juni 2025 auf dem Label Burning Ambulance Music, veröffentlicht digital als Download auf der Plattform Bandcamp an Braxtons 80. Geburtstag.

## Hintergrund
Im November 1985 tourte der Saxophonist Anthony Braxton mit seinem Quartett mit der Pianistin Marilyn Crispell, dem Bassisten Mark Dresser und dem Schlagzeuger/Perkussionisten Gerry Hemingway zwölf Tage durch England; dabei entstand eine Reihe von Mitschnitten, von Leo Records dokumentiert auf den Alben Quartet (London) 1985 (1988), Quartet (Birmingham) 1985 (1991) und Quartet (Coventry) 1985 (1993). Das Label Burning Ambulance Music veröffentlichte zum 40-jährigen Jubiläum der Tour bisher unveröffentlichte Aufnahmen des Quartetts von Konzerten aus Liverpool, Sheffield, Leicester, Bristol, Southampton, Leeds und Huddersfield. Vom Umfang einem 9-CD-Set entsprechend, wurden die Mitschnitte digital korrigiert und restauriert, auf der Basis der Original-Monokassetten-Aufnahmen des mitreisenden Autors Graham Lock („Forces in Motion: Anthony Braxton and the Meta-Reality of Creative Music“) aus dem Publikum.

## Titelliste
- Anthony Braxton: Quartet (England) 1985 (Burning Ambulance Music)

1. Sheffield, Set 1: Composition 69B/Composition 60 (+108C)/Composition 110A (+108B)/Composition 34 40:33
2. Sheffield, Set 2: Composition 105A/Composition 69N/Composition 40M/Bass Solo (from Composition 96) 46:29
3. Leicester, Set 1: Composition 85 (+108D)/Composition 69F/Composition 122 (+108A) 46:33
4. Leicester, Set 2: Composition 69C/Composition 69O/Composition 116/Composition 40N 46:52
5. Bristol, Set 1: Composition 69H/Composition 88 (+108C)/Piano Solo (from Compositions 1, 30-33)/Composition 23J 42:06
6. Bristol, Set 2: Composition 6A/Percussion Solo (from Composition 96)/Composition 115/Bass Solo (from Composition 96)/Composition 69J 40:55
7. Southampton, Set 1: Composition 105B/Composition 40O/Composition 124/Composition 86 43:52
8. Southampton, Set 2: Composition 52/Collage Form Structure/Composition 40F/Composition 108A 36:42
9. All the Things You Are (Jerome Kern, Oscar Hammerstein II) (Birmingham Soundcheck) 3:19
10. On Green Dolphin Street (Birmingham Soundcheck) (Bronisław Kaper, Ned Washington) 8:23
11. Four (Bristol Soundcheck) (Miles Davis) 5:50
12. After the Rain (Huddersfield Soundcheck) (John Coltrane) 3:39
13. All the Things You Are (Coventry Soundcheck) (Kern/Hammerstein) 2:46

Wenn nicht anders vermerkt, stammen die Kompositionen von Anthony Braxton.

## Aufnahmedaten
- Titel 1–2: aufgenommen im Leadmill, Sheffield, 19. November 1985
- Titel 3–4: aufgenommen in der Great Hall, Leicester Polytechnic, Leicester, 20. November 1985
- Titel 5–6: aufgenommen im Arnolfini, Bristol, 21. November 1985
- Titel 7–8: aufgenommen in der Solent Suite, Guildhall, Southampton, 22. November 1985
- Titel 9: aufgenommen beim Soundcheck, Strathallan Hotel, Birmingham, 17. November 1985
- Titel 10: aufgenommen beim Soundcheck, Strathallan Hotel, Birmingham, 17. November 1985
- Titel 11: aufgenommen beim Soundcheck, Arnolfini, Bristol, 21. November 1985
- Titel 12: aufgenommen beim Soundcheck, St. Paul's Hall, Huddersfield, 25. November 1985
- Titel 13: aufgenommen beim Soundcheck, Arts Centre Studio, Warwick University, Coventry, 26. November 1985

## Rezeption
Nach Ansicht von Mike Jurkovic, der das Album in All About Jazz rezensierte, besitzt das Album von Anfang bis Ende einen unbeschreiblichen Glanz.
Wahnsinnig und unerschrocken versetze Quartet England (1985) den mutigen Zuhörer mitten in eine kakophonische Tornado-Wut im turbulenten November 1985. „Krachende Symphonien. Verrückte Träumereien. Mahnungen. Jubelrufe“. „Composition 69B“, „Composition 60 (+108C)“, „Composition 110A (+108B)“ und „Composition 34“ – oder, man könnte sagen, „Sheffield“, Set 1 sei ein brutaler, aber willkommener Eröffnungsangriff. Ein Angriff, der brutal bleibe und sich selbst und alles um ihn herum nähre, bis alles brutal werde. Insgesamt sei Quartett (England) 1985 ein überwältigendes, heraldisches Erlebnis. Crispell hämmere, Dresser donnere, Hemingway kämpfe – und Braxton, der eine Musik kreiere, die nur er verwirklichen könne, würde die Szenerie anführen, die Bühne rocken und Staub aus jedem Winkel des eingefahrenen Kollektivs aufwirbeln. Quartett (England) 1985 sei ein wahres Denkmal des Kampfgeistes.
Das Album gelangte auf Position 6 der Halbjahresliste (1/2025) des Francis Davis Jazz Critics Poll in der Kategorie wieder- und unveröffentlichter älterer Aufnahmen.